# Francesco Maietta
Francesco Maietta (* 10. Februar 1996 in Marcianise) ist ein italienischer Boxer.

## Karriere
Francesco Maietta begann 2009 mit dem Boxsport und wurde bereits 2010 italienischer Schülermeister. 2011 und 2012 gewann er die italienischen Juniorenmeisterschaften und startete bei den Junioren-Europameisterschaften 2012 in Bulgarien, wo er noch im ersten Kampf ausschied.
2013 wurde er italienischer Jugendmeister und gewann eine Bronzemedaille im Leichtgewicht bei den Jugend-Europameisterschaften 2013 in den Niederlanden. Zudem gewann er 2013 auch das internationale Jugendturnier Danas Pozniakas in Litauen. 2014 nahm er an den Jugend-Europameisterschaften in Kroatien und den Jugend-Weltmeisterschaften in Bulgarien teil, schied jedoch jeweils vor Erreichen der Medaillenränge aus.
Ab 2015 boxte er in der Elite-Klasse. Er machte dabei den zweiten Platz beim finnischen Gee Bee-Turnier und den ersten Platz beim spanischen Boxam-Turnier. Bei den Europameisterschaften 2015 in Bulgarien gewann er eine Bronzemedaille im Bantamgewicht, nachdem er erst im Halbfinale von Michael Conlan besiegt wurde. Bei den Weltmeisterschaften 2015 in Katar unterlag er im ersten Kampf gegen Murodjon Ahmadaliyev.
2016 gewann er die italienischen Meisterschaften im Leichtgewicht. Im Februar 2017 bestritt er für das Team Italia Thunder seinen ersten Kampf in der World Series of Boxing (WSB) und besiegte den Briten Jack Bateson 3:0. Bei den EU-Meisterschaften 2018 in Spanien gewann er eine Bronzemedaille nach Halbfinalniederlage gegen Calum French.